# Platynereis dumerilii

Weibliche Epitoke von Platynereis dumerilii, durch die enthaltenen Eier gelb gefärbt

Männliche Epitoke von Platynereis dumerilii, vorn durch Sperma weiß gefärbt, hinten durch hämoglobinhaltiges Blut rot gefärbt

Platynereis dumerilii gehört zur Gruppe der Borstenwürmer. Die Art wurde zuerst in die Gattung Nereis eingeordnet und später Platynereis zugeordnet. Platynereis dumerilii lebt in gemäßigten bis tropischen Zonen in küstennahen marinen Gewässern, und kann an vielen Orten gefunden werden: Bei den Azoren, im Mittelmeer, in der Nordsee, im Ärmelkanal und im Atlantik bis runter zum Kap der Guten Hoffnung, im Schwarzen Meer, im Roten Meer, im Persischen Golf, im Japanischen Meer, im Pazifik und bei den Kerguelen. Platynereis dumerilii ist heute ein wichtiges Labortier, gilt als lebendes Fossil und wird für viele phylogenetische Untersuchungen als Modellorganismus angesehen. Platynereis dumerilii wird 3 bis 18 Monate alt, die Männchen werden 2 bis 3 cm lang, die Weibchen 3 bis 4 cm.

## Habitat
Platynereis-dumerilii-Würmer bauen Wohnröhren auf ihrem Substrat. Das Substrat können mit Algen bedeckte Hartböden, Seegras, Flöße aus pelagischen Sargassum in der Sargassosee oder sogar verrottende Pflanzenreste sein. Platynereis dumerilii lebt gewöhnlich in einer Tiefe von 0 bis 5 m und ist daher typisch für flache helle infra-litorale Umgebungen. Aber Platynereis dumerilii wurde auch auf einer Boje in 50 m und auf verrottenden Seetang in 100 m gefunden und kann auch in weniger günstigen Umgebungen leben, wie z. B. in verschmutzten Gebieten in der Nähe von Abwassereinleitungen. Platynereis dumerilii dominiert verschmutzte Gewässer.  Auch in Bezug auf den pH-Wert zeigt die Art, ungewöhnlich für Meeresorganismen, eine große ökologische Plastizität.

## Fortpflanzung und Entwicklung
Platynereis dumerilii ist getrenntgeschlechtlich: Bei der Paarung umkreist das Männchen das Weibchen, dabei schwimmt das Weibchen selbst in kleinen Kreisen. Beide geben Eier und Spermien ins Wasser, was durch Sexualpheromone ausgelöst wird. Die Eier werden im Wasser außerhalb des Körpers befruchtet. Platynereis dumerilii hat, wie andere Nereididen, keine segmentalen Gonaden: Die Eizellen reifen frei schwimmend in der Leibeshöhle (Coelom) und färben den Körper des reifen Weibchens gelb.
Platynereis dumerilii entwickelt sich sehr stereotypisch zwischen Gelegen und daher kann die Zeit benutzt werden um das Stadium der Larven von Platynereis dumerilii zu bestimmen. Jedoch beeinflusst die Temperatur die Entwicklungsgeschwindigkeit sehr. Daher gelten die die folgenden Entwicklungszeiten für 18 °C:
Nach 24 Stunden schlüpft aus einem befruchteten Ei eine Trochophora-Larve, die mit 48 Stunden zur Metatrochophora wird. Sowohl Trochophora als auch Metatrochophora schwimmen mit einem Wimpernkranz im Wasser und sind positiv phototaktisch. Die Metatrochophora besitzt neben den Larvalaugen bereits die Anlagen für die komplizierter gebauten definiten Augen des erwachsenen Wurmes. Einen Tag später, mit 72 Stunden wird aus der Metatrochophora eine Nektochaeten-Larve. Die Nektochaeten-Larve hat bereits drei Segmente, jedes mit einem Paar Parapodien, die  Borsten tragen, welche der Fortbewegung dienen. Die Nektochaeten-Larve kann zwischen positiver und negativer Phototaxis wechseln. Fünf bis sieben Tage nach Befruchtung fangen die Larven an zu fressen und entwickeln sich mit individueller Geschwindigkeit abhängig vom Nahrungsangebot. Nach drei bis vier Wochen, wenn sechs Segmente gebildet worden sind, bildet sich der Kopf mit den Antennen und Mundwerkzeugen.

## Photorezeptorzellen
Platynereis-dumerilii-Larven besitzen zwei Arten von Photorezeptorzellen: Rhabdomerische und ziliäre Photorezeptorzellen.
Die ziliären Photorezeptorzellen befinden sich tief im Larvengehirn. Sie werden nicht durch Pigment beschattet, daher nehmen sie Licht von allen Seiten wahr.
Sie gleichen molekular und morphologisch den Zapfen und Stäbchen des menschlichen Auges und exprimieren außerdem ein ziliäres Opsin, das den visuellen ziliären Opsinen der Stäbchen und Zapfen der Wirbeltiere mehr ähnelt als den visuellen rhabdomerischen Opsinen der Wirbellosen. Daraus wird geschlossen, dass das Urbilaterium, der letzte gemeinsame Vorfahre von Weichtieren, Arthropoden und Wirbeltieren, bereits ziliäre Photorezeptorzellen besaß. Das ziliäre Opsin ist UV-empfindlich (λmax = 383 nm), daher reagieren die ziliären Photorezeptorzellen auf ungerichtetes UV-Licht und lassen die Larven nach unten schwimmen. Dies bildet mit Phototaxis von den rhabdomerischen Photorezeptorzellen der Augen einen farbbasierten Tiefenmesser.
Eine rhabdomerische Photorezeptorzelle bildet mit einer Pigmentzelle ein einfaches Auge. Ein Paar dieser Augen vermittelt Phototaxis in der frühen Trochophora-Larve von Platynereis dumerilii. In der späteren Nektochaeten-Larve wird Phototaxis durch die komplexeren definiten Augen vermittelt. Die definiten Augen exprimieren wenigstens drei Opsine: Zwei rhabdomerische Opsine und ein Go-Opsin. Die drei Opsine dort vermitteln Phototaxis alle auf die gleiche Weise durch Depolarisation, obwohl ein  Muschel-Go-opsin bekannt ist, das hyperpolarisiert.

## Genom
Das Genom von Platynereis dumerilii ist diploid (2n Chromosomen) und hat einen haploiden Satz von n = 14 Chromosomen. Es enthält ungefähr 1 Gbp (Gigabasenpaare) oder 10  9  Basenpaare. Diese Genomgröße liegt nahe dem für andere Tiere beobachteten Durchschnitt. Verglichen mit vielen klassischen wirbellosen molekularen Modellorganismen ist dieses Genom eher groß und daher eine Herausforderung, um genregulatorische Elemente zu identifizieren, die weit von dem entsprechenden Promotor entfernt sein können. Aber es ist intronreich, anders als die Genome von Drosophila melanogaster und Caenorhabditis elegans und ähnelt folglich stärker den Wirbeltier-Genomen einschließlich des menschlichen Genoms.

## Bildmedien
- Fischer, Albrecht (Mainz): Der Meeresringelwurm Platynereis dumerilii: Ein Labortier stellt sich vor. Jürgen Kaeding (Kamera, Schnitt); Thomas Spielböck (DVD-Authoring); Verena Dietrich (Redaktion); Walter Stickan (Projektleitung). DVD-Video ; F, 26 min; verfügbare Sprachen: stumm. doi:10.3203/IWF/C-12740